# Johann Woldemar Streubel
Johann Woldemar Streubel (geboren am 18. November 1827 in Börnichen bei Augustusburg, Königreich Sachsen; gestorben am 25. Dezember 1873 in Illenau) war ein deutscher Offizier und Militärschriftsteller. Pseudonym Arkolay.

## Leben
Johann Woldemar Streubel war der Sohn eines Revierjägers. Nach dem frühen Tod seines Vaters verzog seine Mutter nach Wegefahrt bei Freiberg. Ab Ostern 1842 besuchte er die Gewerbeschule in Chemnitz. 1845 wurde er in die Militär-Bildungsanstalt der Sächsische Armee in Dresden aufgenommen. Nach Abschluss der Ausbildung wurde er in Dresden Kanonier, 1847 Unteroffizier und am 28. Juli 1850 zum Leutnant ernannt. 1851 ließ er sich zu der „Artillerie mit den vereinigten Pionieren“ versetzen. 1854 veröffentlichte er anonym sein erstes Buch „Rußland historisch und strategisch beleuchtet von einem deutschen Officier“, das sich dem Thema Krimkrieg befasste. Der Militärschriftsteller Karl Eduard Pönitz beurteilte sein Erstlingswerk ungünstig.
Seine zweite Veröffentlichung: „Die zwölfpfündige Granatkanone und ihr Verhältniß zur Taktik der Neuzeit“ wurde von der österreichischen Regierung beanstandet. 1858 schied Streubel aus dem aktiven Dienst aus. Seine beiden nächsten Schriften behandeln den italienischen Krieg 1859. Im Juli 1860 übernahm er die Redaktion des „Militär-Wochenblattes für das deutsche Bundesheer“. Dazu zog er nach Frankfurt am Main um. Die Zeitschrift ging im Dezember 1863 ein. Am 18. Juli wurde die Stadt von der preußischen Rheinarmee besetzt und mit schweren Kontributionen belegt. Am 2. Oktober annektierte Preußen die Stadt. Für Streubel, der ein Gegner Preußens war, ein Grund die Stadt zu verlassen und sich in Heidelberg niederzulassen. Sein Buch „Der Anschluß Süddeutschlands an die Staaten der preußischen Hegemonie, sein sicherer Untergang bei einem französisch-preußischen Krieg“ regte zahlreiche Gegenschriften an.
Streubel verbrachte seine letzte Zeit in der Irrenanstalt Illenau. Dort verstarb er am 25. Dezember 1873.
Sein Biograf Bernhard von Poten kommt, auf Grund seiner eigenen Sympathie für Preußen, zu einer etwas ungerechten Bewertung: „Streubel’s Fehler und Irrthümer wurzelten in seinem Charakter, nicht in einem Mangel an Verstand; seine Selbstüberschätzung und sein Eigensinn hinderten ihn an voller Würdigung der Ansichten und Meinungen seiner Gegner. Der Vortheil, welchen die Wissenschaft von seinen Schriften gehabt hat, bestand darin, daß er anregend wirkte und zur Widerlegung herausforderte.“

## Werke
- anonym: Rußland historisch und strategische beleutet von einem deutschen Offizier. Remmelmann, Leipzig 1854.[6]
- W. Streubel: Die militärische Schwäche Frankreichs Deutschland gegenüber. Aus der Deutschen Vierteljahrs-Schrift besonders abgedruckt. Cotta, Stuttgart 1859. MDZ Reader[7]
  - Des forces militaires de la France comparées à celles de lÀllmagne. Bruxelles 1859.
- Woldemar Streubel: Die 12pfündige Granatkanone und ihr Verhältniß zur Taktik der Neuzeit. Hugo Meuth, Kaiserslautern, Leipzig 1857. Digitalisat[8]
- W. Streubel: Ueber den Mangel an genialen Feldherren in der Gegenwart. R. Kuntze, Dresden 1860. Digitalisat
- Militär-Wochenblatt für das deutsche Bundesheer Eduard Zernin[9], Frankfurt am Main 1860–1863.
  - 1. Jg. 1860 MDZ Reader
  - 2. Jg. 1861 MDZ Reader
  - 3. Jg. 1862 MDZ Reader
  - 4. Jg. 1863 MDZ Reader
- anonym: Die gezogenen Geschütze. Kritische Untersuchung über ihre Vorzüge und Nachtheile. Für Offiziere aller Waffen von einem deutschen Artillerie-Offizier. Besonderer Abdruck aus dem Militär-Wochenblatt für das deutsche Bundesheer. Eduard Zernin, Darmstadt 1861.[10]
- Die Panzerschiffe, ein nautischer und artilleristischer-Rückschritt. Eduard Zernin, Darmstadt 1861. Digitalisat
- anonym: Viel Feind' viel Ehr' : ein Blick auf die militärische Lage Deutschlands und die Resultate der Würzburger Konferenz. Von dem Verfasser der militärischen Betrachtungen über einige Erfahrungen des letzten Feldzuges. Eduard Zernin, Darmstadt 1861. MDZ Reader
- W. Streubel: Politisch-militärische Betrachtungen über die zwischen Preußen und Sachsen-Coburg-Gotha abgeschlossene Militärconvention. In: Deutsche Vierteljahrs Schrift. 1862. Heft. 2, S. 157 ff. MDZ Reader
- Woldemar Streubel: Deutsche Flotte und deutsche Küstenbefestigung. Aus:  Deutsche Vierteljahrs Schrift. 1863. Heft. 2, S. 99–145. Deutsche Viertel Jahrs Schrift Digitalisat
- Arkolay: Die Taktik der Neuzeit vom Standpunkt des Jahrhunderts und der Wissenschaft unter besonderer Rücksichtnahme auf die Verschlechterung der heutigen Feldartillerie und auf deren Verhalten im Feldzug von 1866. Appell an alle Denker in den Heeren. Eduard Zernin, Darmstadt 1868. MDZ Reader
- anonym: Der Anschluß Süddeutschlands an die Staaten der preußischen Hegemonie, sein sicherer Untergang bei einem französisch-preußischen Krieg. Mahnung an alle Patrioten. Mit wissenschaftlichen Gründen dargestellt von einem deutschen Offizier. Verlags-Magazin, Zürich 1869 Digitalisat
  - anonym: Der Anschluß Süddeutschlands an die Staaten der preußischen Hegemonie, sein sicherer Untergang bei einem französisch-preußischen Krieg. Mahnung an alle Patrioten. Mit wissenschaftlichen Gründen dargestellt von einem deutschen Offizier. 4., umgearb. u. wesentl. verm. Aufl. Verlags-Magazin, Zürich 1869
  - L'Allemagne du Sud sous l'hégémonie prussienne, sa perte certaine en cas de guerre entre la France et la Prusse par un officier allemand. 4e édition traduite de l'allemand avec l'autorisation de l'éditeur. J. Dumaine, Paris 1869.
- Arkolay: Mysterien der Artillerie. Kritisch-didaktisch-historisch. Analyse des Kartätschenschußes glatter Rohre als Grundlage der Dreiwaffen-Taktik […] : für Offiziere aller Waffen. Eduard Darmstadt, Leipzig 1870. MDZ Reader
- Arkolay: Das Germanenthum und Oesterreich. Oesterreich und Ungarn. Eine Fackel für den Völkerstreit. Eduard Zernin, Darmstadt, Leipzig 1870. Digitalisat
- Arkolay: Lüge und Wissenschaft. Neues zu Attem. Für Offiziere aller Waffen, ins besondere für jene der Infanterie und der Reiterei. (Zugleich ein Supplement zu des Verfassers früheren Schriften). Heinrich Keller, Frankfurt a. M. 1872. MDZ Reader